# Concurs anual d'edificis i establiments artístics

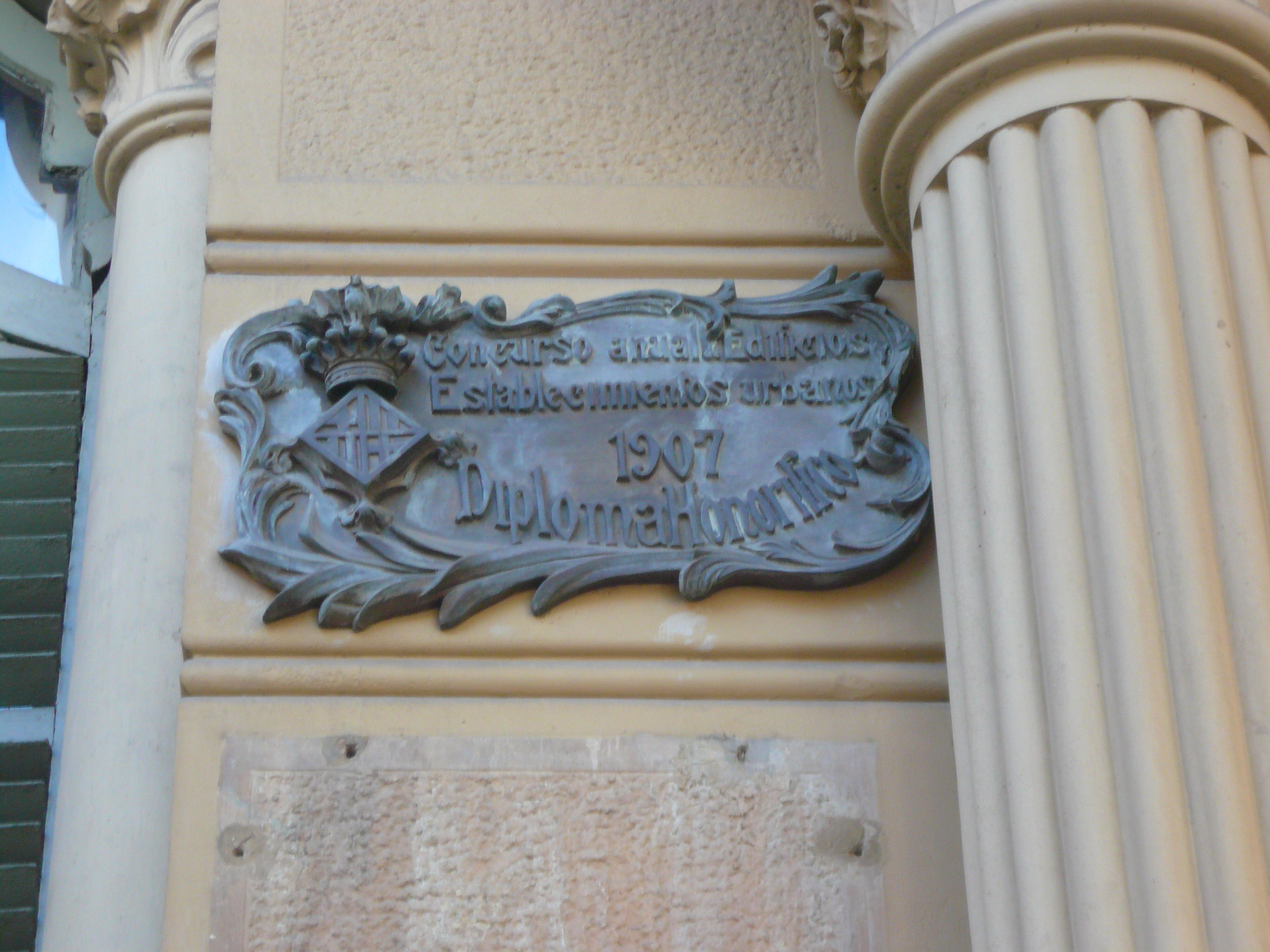
Placa commemorativa d'edifici amb diploma d'honor. En aquest cas de l'edició del 1907, concedit a la casa Enric Llorens

El Concurs anual d'edificis i establiments artístics de la ciutat de Barcelona va ser instaurat per l'Ajuntament de Barcelona el 23 de juny de 1899 per a premiar el millor edifici construït anualment a la ciutat. A partir del 1902, es va fer una categoria per a premiar el millor establiment comercial i, el 1921, es va acordar crear una nova categoria per a jardins, tot i que no consta que s'arribés a fer efectiva. El premi es va concedir, amb algunes interrupcions, fins a l'any 1930. El 1916 es varen atorgar els premis de 1913, 1914 i 1915 simultàniament, a causa del fet que el jurat no s'havia reunit en aquest període.
A partir del 1917 es reformulà el nombre de mencions per poder acollir millor la proliferació d'obres de qualitat presentades. Una seixantena d'immobles i locals van ser premiats, bona part d'ells coincidint amb el període àlgid del modernisme, que és quan aquesta distinció tingué més prestigi.
El primer edifici premiat va ser la casa Calvet, d'Antoni Gaudí, però aquest arquitecte no tornà a ser premiat. En canvi, Lluís Domènech i Montaner i Enric Sagnier van ser premiats en diverses ocasions accedint a la categoria especial de Medalla d'Or, prevista per als arquitectes premiats tres cops en el certamen. La Medalla d'Or va ser dissenyada per Eusebi Arnau.
En alguna ocasió les obres no eren acabades dins de l'any del concurs; en aquest cas quedaven fora de la consideració del jurat. Tot i que podien presentar-se al següent, l'efecte de ser una «nova construcció» no causava el mateix efecte: aquest fou el cas de la casa Milà el 1910 i el de la casa Fuster el 1915.

## El premi

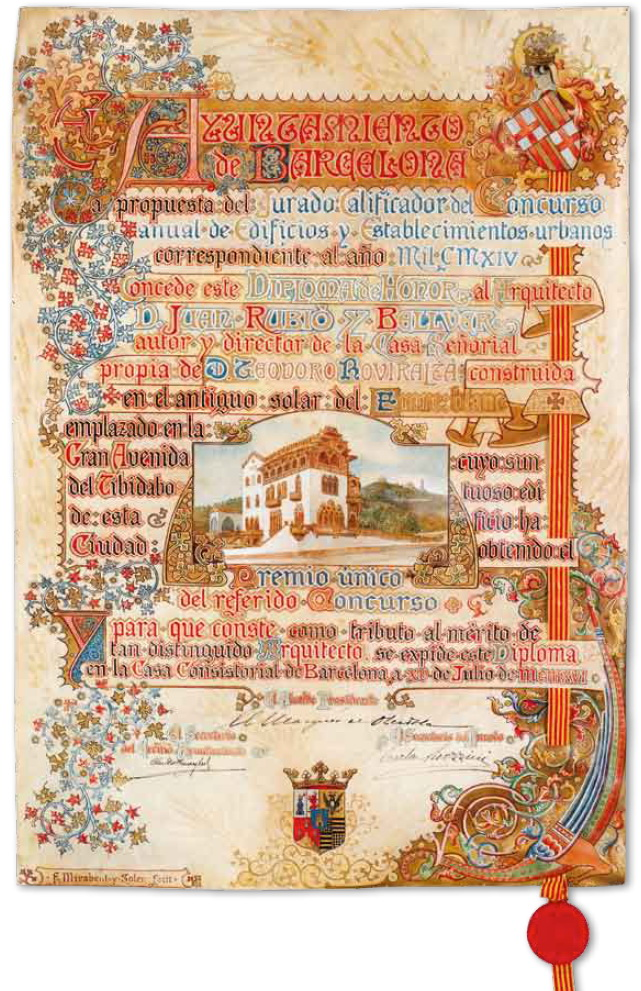
Diploma de reconeixement als premiats. En aquest cas, el de l'edició de 1914 per a casa Roviralta

La idea de la concessió del premi va ser suggerida per l'arquitecte Camil Oliveras i Gensana en un moment en què la Junta Directiva de la Asociación de Arquitectos de Cataluña estava constituïda per Pere Falqués i Urpí (President), August Font i Carreras, Eduard Mercader i Sacanella, Jaume Gustà i Bondia i Josep Bori i Gensana.
El premi consistia en una placa decorativa de rajola per posar a la façana de l'edifici, però el 26 de gener de 1900 es va decidir que fos de bronze (disseny d'Andreu Aleu i Bonaventura Bassegoda i fosa als tallers Masriera i Campins). L'autor del projecte i el propietari rebien també sengles diplomes, unes veritables obres d'art realitzades per Francesc Mirabent, pintor especialitzat en aquesta classe de treballs.
Les plaques del premi són visibles en moltes de les construccions guardonades, especialment fins al 1919. Els establiments comercials rebien un diploma honorífic, però la majoria d'aquests locals han desaparegut. La majoria pertanyien al període modernista, i el noucentisme va eliminar el que considerava «excessos del modernisme». Aquesta destrucció va ser sistemàtica en aquells escenaris d'esbarjo de la burgesia, botigues, cafès i restaurants. Aquests premis tenien un caràcter purament honorífic i, a diferència d'altres concursos europeus coetanis, no premiaven els edificis exclusivament per les seves condicions estètiques, sinó també per les qualitats constructives i funcionals. Es van premiar immobles d'habitatge, unifamiliars i de pisos, però també edificacions industrials i de serveis.
Entre els edificis modernistes guardonats, trobem l'esmentada casa Calvet (Antoni Gaudí), el Palau de la Música Catalana (Domènech i Montaner), la Fàbrica Casaramona (Puig i Cadafalch) i la casa Roviralta (Joan Rubió i Bellver), entre d'altres.
Un dels darrers edificis premiats va ser la Fàbrica Myrurgia.
El guardó municipal es considera un precedent dels Premis FAD, instituïts el 1958.

### Edificis
| Any premi | Premi                                  | Autor                                              | Nom i ubicació                                                                                 | Descripció | Foto i estat                              |
| --------- | -------------------------------------- | -------------------------------------------------- | ---------------------------------------------------------------------------------------------- | --- | ----------------------------------------- |
|           |                                        |                                                    |                                                                                                | |                                           |
| 1900      | 1r Premi                               | Antoni Gaudí                                       | Casa Calvet                                                                                    | Edifici realitzat per un fabricant tèxtil. Va servir tant per al negoci, al qual es van destinar la planta baixa i el soterrani, com per habitatges, situats a les plantes superiors. | Casa Calvet                               |
| 1900      | 1r Premi                               | Antoni Gaudí                                       | Casp, 48 41° 23′ 27″ N, 2° 10′ 23″ E / 41.39083°N,2.17306°E                                    | Edifici realitzat per un fabricant tèxtil. Va servir tant per al negoci, al qual es van destinar la planta baixa i el soterrani, com per habitatges, situats a les plantes superiors. | Casa Calvet                               |
|           |                                        |                                                    |                                                                                                | |                                           |
| 1901      | 1r Premi                               | Joan Martorell i Montells                          | Edifici del Crèdit Mercantil                                                                   | Seu de la Societat de Crèdit Mercantil. Construït en ple període modernista, manté l'estil academicista que havia imperat durant el segle xix. Té caràcter monumental, emfasitzat pels elements de pedra que ornamenten el pis principal i el cos central de la façana. Hi destaquen dues escultures al·legòriques al Comerç i la Indústria. També és remarcable el treball de forja de la barana. | Societat del Crèdit Mercantil             |
| 1901      | 1r Premi                               | Joan Martorell i Montells                          | Ample, 11 41° 22′ 45.18″ N, 2° 10′ 44.71″ E / 41.3792167°N,2.1790861°E                         | Seu de la Societat de Crèdit Mercantil. Construït en ple període modernista, manté l'estil academicista que havia imperat durant el segle xix. Té caràcter monumental, emfasitzat pels elements de pedra que ornamenten el pis principal i el cos central de la façana. Hi destaquen dues escultures al·legòriques al Comerç i la Indústria. També és remarcable el treball de forja de la barana. | Societat del Crèdit Mercantil             |
|           |                                        |                                                    |                                                                                                | |                                           |
| 1902      | 1r Premi                               | Enric Sagnier i Villavecchia                       | Casa Emili Juncadella                                                                          | Es tractava d'una casa senyorial de tres plantes feta en pedra i amb un coronament amerlat arrodonit. Gaudia d'un jardí que ocupava la meitat de la finca. Sagnier planteja nombroses innovacions: obertures trilobulades, acabament abarrocat, decoració en franges horitzontals. La serralleria fou obra de Carles Torrebadell i l'interiorisme de Joan Busquets. | Desapareguda                              |
| 1902      | 1r Premi                               | Enric Sagnier i Villavecchia                       | Rambla Catalunya, 26 41° 23′ 21.44″ N, 2° 9′ 58.1″ E / 41.3892889°N,2.166139°E                 | Es tractava d'una casa senyorial de tres plantes feta en pedra i amb un coronament amerlat arrodonit. Gaudia d'un jardí que ocupava la meitat de la finca. Sagnier planteja nombroses innovacions: obertures trilobulades, acabament abarrocat, decoració en franges horitzontals. La serralleria fou obra de Carles Torrebadell i l'interiorisme de Joan Busquets. | Desapareguda                              |
|           |                                        |                                                    |                                                                                                | |                                           |
| 1903      | 1r Premi                               | August Font                                        | Seu de la Caixa d'Estalvis i Mont de Pietat de Barcelona                                       | Es tracta de l'ampliació i restauració d'un edifici del segle xv que havia crescut amb l'expropiació de les cases veïnes. La institució, orientada a atendre les classes més humils, havia de créixer amb l'evolució de la classe obrera en raó del creixement industrial. | Caixa d'Estalvis de Barcelona             |
| 1903      | 1r Premi                               | August Font                                        | Jaume I, 2 i Plaça Sant Jaume 41° 22′ 58.13″ N, 2° 10′ 38.81″ E / 41.3828139°N,2.1774472°E     | Es tracta de l'ampliació i restauració d'un edifici del segle xv que havia crescut amb l'expropiació de les cases veïnes. La institució, orientada a atendre les classes més humils, havia de créixer amb l'evolució de la classe obrera en raó del creixement industrial. | Caixa d'Estalvis de Barcelona             |
|           |                                        |                                                    |                                                                                                | |                                           |
| 1904      | 1r Premi                               | Desert                                             | Desert                                                                                         | Desert | Desert                                    |
| 1904      | Menció                                 | Henri Grandpierre i Joan Martorell i Montells      | Palau Robert                                                                                   | Palauet privat residència del financer gironí Robert Robert i Surís, marquès de Robert. El projecte va ser atorgat per concurs a l'arquitecte francès Henri Grandpierre i les obres van ser dirigides per Joan Martorell Montells, entre 1898 i 1903. Va ser construït amb pedra de la muntanya de Montgrí (Robert era també comte de Torroella de Montgrí). És un edifici de planta rectangular articulat a l'entorn d'un celobert. El seu estil classicista s'allunya completament del modernisme vigent a l'època. | Palau Robert                              |
| 1904      | Menció                                 | Henri Grandpierre i Joan Martorell i Montells      | Pg. Gràcia, 107 41° 23′ 45.92″ N, 2° 3′ 34.93″ E / 41.3960889°N,2.0597028°E                    | Palauet privat residència del financer gironí Robert Robert i Surís, marquès de Robert. El projecte va ser atorgat per concurs a l'arquitecte francès Henri Grandpierre i les obres van ser dirigides per Joan Martorell Montells, entre 1898 i 1903. Va ser construït amb pedra de la muntanya de Montgrí (Robert era també comte de Torroella de Montgrí). És un edifici de planta rectangular articulat a l'entorn d'un celobert. El seu estil classicista s'allunya completament del modernisme vigent a l'època. | Palau Robert                              |
| 1904      | Menció                                 | Josep Artigas i Ramoneda                           | Casa Romà i Domènech Batlló                                                                    | Edifici d'habitatges de línies sòbries que ocupava el xamfrà de Balmes i Gran Via de les Corts Catalanes, just on avui hi ha la seu de l'ICS. | Destruït en el bombardeig de març de 1938 |
| 1904      | Menció                                 | Josep Artigas i Ramoneda                           | Gran Via Corts Catalanes, 589                                                                  | Edifici d'habitatges de línies sòbries que ocupava el xamfrà de Balmes i Gran Via de les Corts Catalanes, just on avui hi ha la seu de l'ICS. | Destruït en el bombardeig de març de 1938 |
| 1904      | Menció                                 | Josep Majó i Ribas                                 | Edifici La Vanguardia                                                                          | L'edifici s'organitza compositivament segons quatre eixos verticals; les obertures són balcons individuals llevat del principal, on els dos centrals s'agrupen mitjançant una barana de pedra amb relleus escultòrics de gran qualitat i una major densitat decorativa en els emmarcaments de les obertures, també de pedra. La planta baixa està separada per una franja escultòrica de les tres obertures de la planta baixa. Cal destacar l'esgrafiat amb temàtica vegetal que ocupa el parament. | Edifici de la Vanguàrdia                  |
| 1904      | Menció                                 | Josep Majó i Ribas                                 | Pelai, 28 41° 23′ 08.65″ N, 2° 10′ 0.38″ E / 41.3857361°N,2.1667722°E                          | L'edifici s'organitza compositivament segons quatre eixos verticals; les obertures són balcons individuals llevat del principal, on els dos centrals s'agrupen mitjançant una barana de pedra amb relleus escultòrics de gran qualitat i una major densitat decorativa en els emmarcaments de les obertures, també de pedra. La planta baixa està separada per una franja escultòrica de les tres obertures de la planta baixa. Cal destacar l'esgrafiat amb temàtica vegetal que ocupa el parament. | Edifici de la Vanguàrdia                  |
|           |                                        |                                                    |                                                                                                | |                                           |
| 1905      | 1r Premi                               | Josep Amargós                                      | Torre de les Aigües de Dos Rius                                                                | Encarregada per la Societat promotora de la urbanització del Tibidabo, per a emmagatzemar i bombar les aigües de DosRius per subministrar al Parc d'Atraccions i a la urbanització residencial del camí de Vallvidrera. La planta de la torre és octogonal d'uns deu metres de diàmetre i quaranta-dos metres i mig d'alçada, dos miradors amb barana de ferro forjat i es tanca amb una cúpula que inicialment es coronava amb una llanterna que ha desaparegut. El repertori formal esdevé d'una successió de falsos arcs de mig punt sustentats sobre pilastres adossades i finestres també de mig punt, amb ulls de bou. La verticalitat es trenca gràcies als dos miradors, i el cromatisme és producte de la combinació de materials: pedra artificial i maçoneria. | Torre de les Aigües de Dos Rius           |
| 1905      | 1r Premi                               | Josep Amargós                                      | Ctra. Vallvidrera al Tibidabo, 107 41° 25′ 22.08″ N, 2° 7′ 9.3″ E / 41.4228000°N,2.119250°E    | Encarregada per la Societat promotora de la urbanització del Tibidabo, per a emmagatzemar i bombar les aigües de DosRius per subministrar al Parc d'Atraccions i a la urbanització residencial del camí de Vallvidrera. La planta de la torre és octogonal d'uns deu metres de diàmetre i quaranta-dos metres i mig d'alçada, dos miradors amb barana de ferro forjat i es tanca amb una cúpula que inicialment es coronava amb una llanterna que ha desaparegut. El repertori formal esdevé d'una successió de falsos arcs de mig punt sustentats sobre pilastres adossades i finestres també de mig punt, amb ulls de bou. La verticalitat es trenca gràcies als dos miradors, i el cromatisme és producte de la combinació de materials: pedra artificial i maçoneria. | Torre de les Aigües de Dos Rius           |
| 1905      | Menció                                 | Josep Puig i Cadafalch                             | Casa Trinxet                                                                                   | Va ser construïda entre 1902 i 1904 i va estar enderrocat el març de 1967, enmig de fortes protestes del sector cultural i dels professionals de l'arquitectura amb gran ressò als mitjans de comunicació. Es tractava d'una obra de transició del període modernista cap al racionalista de l'arquitecte Puig i Cadafalch amb una imatge clarament Sezession. | Enderrocada el 1967                       |
| 1905      | Menció                                 | Josep Puig i Cadafalch                             | Còrsega, 268                                                                                   | Va ser construïda entre 1902 i 1904 i va estar enderrocat el març de 1967, enmig de fortes protestes del sector cultural i dels professionals de l'arquitectura amb gran ressò als mitjans de comunicació. Es tractava d'una obra de transició del període modernista cap al racionalista de l'arquitecte Puig i Cadafalch amb una imatge clarament Sezession. | Enderrocada el 1967                       |
|           |                                        |                                                    |                                                                                                | |                                           |
| 1906      | 1r Premi                               | Lluís Domènech i Montaner                          | Casa Lleó i Morera                                                                             | La casa era una combinació d'espai comercial a la planta baixa, pis senyorial al principal i habitatges de lloguer a la resta de pisos, si bé el propietari volia uns signes d'ostentació manifesta. L'aportació artística dels col·laboradors de Domènech i la solució constructiva en un solar asimètric i complex foren aspectes molt valorat pel jurat. | Casa Lleó Morera                          |
| 1906      | 1r Premi                               | Lluís Domènech i Montaner                          | Pg. Gràcia, 35 41° 23′ 28.3″ N, 2° 9′ 55.8″ E / 41.391194°N,2.165500°E                         | La casa era una combinació d'espai comercial a la planta baixa, pis senyorial al principal i habitatges de lloguer a la resta de pisos, si bé el propietari volia uns signes d'ostentació manifesta. L'aportació artística dels col·laboradors de Domènech i la solució constructiva en un solar asimètric i complex foren aspectes molt valorat pel jurat. | Casa Lleó Morera                          |
|           |                                        |                                                    |                                                                                                | |                                           |
| 1907      | 1r Premi                               | Bonaventura Bassegoda i Amigó                      | Col·legi La Salle Comtal                                                                       | Es tracta d'un edifici dissenyat per a la funció docent que havia d'atendre, on destaca la distribució i l'ús de la llum. Competint amb edificis com la casa Batlló de Gaudí, la Bonaventura Ferrer de Falqués, o la Casa Puget (Ausiàs Marc, 22), totes de disseny clarament modernista, el jurat va triar una construcció que destacava per la seva sobrietat. | Col·legi La Salle Comtal                  |
| 1907      | 1r Premi                               | Bonaventura Bassegoda i Amigó                      | Amadeu Vives, 6 41° 23′ 17.12″ N, 2° 10′ 30.48″ E / 41.3880889°N,2.1751333°E                   | Es tracta d'un edifici dissenyat per a la funció docent que havia d'atendre, on destaca la distribució i l'ús de la llum. Competint amb edificis com la casa Batlló de Gaudí, la Bonaventura Ferrer de Falqués, o la Casa Puget (Ausiàs Marc, 22), totes de disseny clarament modernista, el jurat va triar una construcció que destacava per la seva sobrietat. | Col·legi La Salle Comtal                  |
| 1907      | Diploma                                | Josep Pérez Terraza                                | Casa Enric Llorenç                                                                             | De entre la dotzena de cases presentades a concurs, es va concedir un diploma a la modernista casa Llorens recollint l'esforç del propietari en dotar de tant luxe l'interior dels habitatges com el que es mostra a la façana. L'arquitecte no va poder gaudir del reconeixement, ja que havia mort feia uns mesos | Casa Llorens                              |
| 1907      | Diploma                                | Josep Pérez Terraza                                | Còrsega, 261 41° 23′ 35.98″ N, 2° 9′ 17.28″ E / 41.3933278°N,2.1548000°E                       | De entre la dotzena de cases presentades a concurs, es va concedir un diploma a la modernista casa Llorens recollint l'esforç del propietari en dotar de tant luxe l'interior dels habitatges com el que es mostra a la façana. L'arquitecte no va poder gaudir del reconeixement, ja que havia mort feia uns mesos | Casa Llorens                              |
|           |                                        |                                                    |                                                                                                | |                                           |
| 1908      | 1r Premi                               | Desert                                             | Desert                                                                                         | Desert | Desert                                    |
| 1908      | Menció especial                        | Enric Sagnier i Villavecchia                       | Casa Joan Coma                                                                                 | Reforma d'una casa de 1882 en la que es va reconvertir el jardí interior en magatzems i es va reformar la façana amb una estètica modernista incloent una agraciada tribuna en el principal. | Casa Joan Coma                            |
| 1908      | Menció especial                        | Enric Sagnier i Villavecchia                       | Pg. Gràcia, 74 41° 23′ 37.15″ N, 2° 9′ 48.93″ E / 41.3936528°N,2.1635917°E                     | Reforma d'una casa de 1882 en la que es va reconvertir el jardí interior en magatzems i es va reformar la façana amb una estètica modernista incloent una agraciada tribuna en el principal. | Casa Joan Coma                            |
|           |                                        |                                                    |                                                                                                | |                                           |
| 1909      | 1r Premi                               | Lluís Domènech i Montaner                          | Palau de la Música Catalana                                                                    | És un edifici singular que acaparà tot l'interès del concurs. Les solucions estructurals i les parets envitrallades precursores de l'actual mur-cortina, converteixen al Palau de la Música Catalana en una caixa de llum natural. Amb una visió futurista, Domènech va construir-li façana també a la mitgera que tenia contacte amb l'església veïna que, en desaparèixer 80 anys més tard, va posar de manifest el perfil precursor de l'autor. | Palau de la Música                        |
| 1909      | 1r Premi                               | Lluís Domènech i Montaner                          | Sant Pere més Alt, 13 41° 23′ 15″ N, 2° 10′ 30″ E / 41.38750°N,2.17500°E                       | És un edifici singular que acaparà tot l'interès del concurs. Les solucions estructurals i les parets envitrallades precursores de l'actual mur-cortina, converteixen al Palau de la Música Catalana en una caixa de llum natural. Amb una visió futurista, Domènech va construir-li façana també a la mitgera que tenia contacte amb l'església veïna que, en desaparèixer 80 anys més tard, va posar de manifest el perfil precursor de l'autor. | Palau de la Música                        |
|           |                                        |                                                    |                                                                                                | |                                           |
| 1910      | 1r Premi                               | Desert                                             | Desert                                                                                         | Desert | Desert                                    |
| 1910      | Menció especial                        | Alexandre Soler i March                            | Casa Heribert Pons                                                                             | De línies sòbries estructurada en tres cossos verticals, manifesta relació amb l'estil sezession. Destaquen les escultures d'Eusebi Arnau dedicades a les arts (pintura, escultura, literatura i música) que hi ha a la façana a nivell del principal. A sofert alguna transformació com ara les baranes dels balcons. Actualment acull el Departament de Finances de la Generalitat de Catalunya. | Casa Heribert Pons                        |
| 1910      | Menció especial                        | Alexandre Soler i March                            | Rbla. Catalunya, 19 41° 23′ 19.35″ N, 2° 9′ 59.0″ E / 41.3887083°N,2.166389°E                  | De línies sòbries estructurada en tres cossos verticals, manifesta relació amb l'estil sezession. Destaquen les escultures d'Eusebi Arnau dedicades a les arts (pintura, escultura, literatura i música) que hi ha a la façana a nivell del principal. A sofert alguna transformació com ara les baranes dels balcons. Actualment acull el Departament de Finances de la Generalitat de Catalunya. | Casa Heribert Pons                        |
| 1910      | Menció 1a                              | Josep Font i Gumà                                  | Casa Mercedes Niqui                                                                            | Es tracta d'un edifici de locals en planta baixa i 4 pisos d'estil noucentista destacant la sobrietat de línies habitual en l'autor. El jurat va destacar aquest aspecte sobre el “recarregament de fastuositat innecessària” de la casa Berenguer, clarament modernista, i relegada a la segona menció. |                                           |
| 1910      | Menció 1a                              | Josep Font i Gumà                                  | Balmes, 127 41° 23′ 34.20″ N, 2° 9′ 28.24″ E / 41.3928333°N,2.1578444°E                        | Es tracta d'un edifici de locals en planta baixa i 4 pisos d'estil noucentista destacant la sobrietat de línies habitual en l'autor. El jurat va destacar aquest aspecte sobre el “recarregament de fastuositat innecessària” de la casa Berenguer, clarament modernista, i relegada a la segona menció. |                                           |
| 1910      | Menció 2a                              | Bonaventura Bassegoda i Amigó                      | Casa Berenguer                                                                                 | Encarregada per Casimir Clapés per a la societat tèxtil Sobrinos de Berenguer, segueix l'esquema funcional de la burguesia del tèxtil: oficines i magatzem en planta baixa, principal per al propietari i pisos de lloguer. Es tracta d'un edifici modernista amb profusa decoració artesana a l'interior, especialment al vestíbul i caixa d'escala, i amb façana de pedra amb escultures al·legòriques del negoci. | Casa Berenguer                            |
| 1910      | Menció 2a                              | Bonaventura Bassegoda i Amigó                      | Diputació, 246 41° 23′ 18.5″ N, 2° 9′ 53.58″ E / 41.388472°N,2.1648833°E                       | Encarregada per Casimir Clapés per a la societat tèxtil Sobrinos de Berenguer, segueix l'esquema funcional de la burguesia del tèxtil: oficines i magatzem en planta baixa, principal per al propietari i pisos de lloguer. Es tracta d'un edifici modernista amb profusa decoració artesana a l'interior, especialment al vestíbul i caixa d'escala, i amb façana de pedra amb escultures al·legòriques del negoci. | Casa Berenguer                            |
|           |                                        |                                                    |                                                                                                | |                                           |
| 1911      | 1r Premi                               | Joan Josep Hervás i Arizmendi                      | Casa Pérez Samanillo                                                                           | És un dels pocs edificis exemptes que resten de l'època. D'un clar estil modernista té una decoració pròpia d'un palauet que ha tingut poques transformacions interiors. Per contra, va perdre un cos en forma de torre i el jardí que tenia a la banda de la Diagonal i la corresponent façana comportant un canvi en l'accés principal. | Seu del Cercle Eqüestre                   |
| 1911      | 1r Premi                               | Joan Josep Hervás i Arizmendi                      | Avinguda Diagonal, 502 41° 23′ 43.82″ N, 2° 9′ 15.22″ E / 41.3955056°N,2.1542278°E             | És un dels pocs edificis exemptes que resten de l'època. D'un clar estil modernista té una decoració pròpia d'un palauet que ha tingut poques transformacions interiors. Per contra, va perdre un cos en forma de torre i el jardí que tenia a la banda de la Diagonal i la corresponent façana comportant un canvi en l'accés principal. | Seu del Cercle Eqüestre                   |
| 1911      | Menció                                 | Enric Sagnier i Villavecchia                       | Casa del Marquès de Julià                                                                      | Va ser encarregada per Camil Julià i Vilar, per a la mare del qual Sagnier ja havia projectat unes cases contigües al carrer de Pau Claris, 153-155. És de línies rectes amb poca decoració exterior, llevat d'una tribuna i del coronament, projectat el 1911 per Josep Maseras i desaparegut per una remunta moderna. | Casa Marquès de Julià                     |
| 1911      | Menció                                 | Enric Sagnier i Villavecchia                       | Mallorca, 264 41° 23′ 40.42″ N, 2° 9′ 49.3″ E / 41.3945611°N,2.163694°E                        | Va ser encarregada per Camil Julià i Vilar, per a la mare del qual Sagnier ja havia projectat unes cases contigües al carrer de Pau Claris, 153-155. És de línies rectes amb poca decoració exterior, llevat d'una tribuna i del coronament, projectat el 1911 per Josep Maseras i desaparegut per una remunta moderna. | Casa Marquès de Julià                     |
| 1911      | Menció                                 | Enric Sagnier i Villavecchia                       | Casa Roman Macaya                                                                              | El jurat va destacar la notable distribució i criteris de confort interior. Amb tot va criticar una certa pèrdua de personalitat a favor d'un estil «afrancesat de 50 anys enrere». L'edifici ubicat en un solar triangular en una ubicació privilegiada, té aplanada la seva aresta per aconseguir una façana amb orientació al Cinc d'Oros. | Casa Roman Macaya                         |
| 1911      | Menció                                 | Enric Sagnier i Villavecchia                       | Còrsega / Avinguda Diagonal 41° 23′ 45.49″ N, 2° 9′ 29.67″ E / 41.3959694°N,2.1582417°E        | El jurat va destacar la notable distribució i criteris de confort interior. Amb tot va criticar una certa pèrdua de personalitat a favor d'un estil «afrancesat de 50 anys enrere». L'edifici ubicat en un solar triangular en una ubicació privilegiada, té aplanada la seva aresta per aconseguir una façana amb orientació al Cinc d'Oros. | Casa Roman Macaya                         |
| 1911      | Menció                                 | Jaume Gustà i Bondia                               | Casa Gustà                                                                                     | Casa unifamiliar per a habitatge del propi arquitecte ubicada fora del nucli de creixement de mansions modernistes del moment. És d'estil modernista neogòtic amb profusió d'arts aplicades entre les quals destaquen els vitralls, els treballs amb fustes tropicals, les pintures murals i la ceràmica de la fàbrica Pujol i Bausis. El jurat destacà les “solucions dels serveis sanitaris i el caràcter rural amb magnífiques vistes sobre la ciutat”. | Casa Gustà                                |
| 1911      | Menció                                 | Jaume Gustà i Bondia                               | Alegre de Dalt, 153 41° 24′ 37.36″ N, 2° 9′ 36.11″ E / 41.4103778°N,2.1600306°E                | Casa unifamiliar per a habitatge del propi arquitecte ubicada fora del nucli de creixement de mansions modernistes del moment. És d'estil modernista neogòtic amb profusió d'arts aplicades entre les quals destaquen els vitralls, els treballs amb fustes tropicals, les pintures murals i la ceràmica de la fàbrica Pujol i Bausis. El jurat destacà les “solucions dels serveis sanitaris i el caràcter rural amb magnífiques vistes sobre la ciutat”. | Casa Gustà                                |
|           |                                        |                                                    |                                                                                                | |                                           |
| 1912      | 1r Premi                               | Josep Puig i Cadafalch                             | Fàbrica Casaramona                                                                             | Es va premiar per primer cop un edifici industrial un any en què es presentaven obres tan destacades com la casa Comalat de Valeri Pupurull, la Rupert Garriga i la del Dr.Genové de Sagnier i la casa Company de Puig i Cadafalch. El jurat es va felicitar no tan sols de comptar amb una instal·lació industrial, sinó de tanta qualitat estètica. | Fàbrica Casaramona                        |
| 1912      | 1r Premi                               | Josep Puig i Cadafalch                             | Mèxic, 36-46 41° 22′ 16.79″ N, 2° 8′ 59.1″ E / 41.3713306°N,2.149750°E                         | Es va premiar per primer cop un edifici industrial un any en què es presentaven obres tan destacades com la casa Comalat de Valeri Pupurull, la Rupert Garriga i la del Dr.Genové de Sagnier i la casa Company de Puig i Cadafalch. El jurat es va felicitar no tan sols de comptar amb una instal·lació industrial, sinó de tanta qualitat estètica. | Fàbrica Casaramona                        |
|           |                                        |                                                    |                                                                                                | |                                           |
| 1913      | Premi Especial. Gran Medalla d'Or      | Lluís Domènech i Montaner                          | Hospital de la Santa Creu i Sant Pau                                                           | En ser aquest el tercer cop que es premiava a Domènech i Montaner, l'Ajuntament li va concedir la Medalla d'Or. Per l'alta qualitat de l'obra, s'acordà col·locar una làpida commemorativa extraordinària obra de Manuel Fuxà. Flanquejada per una dida coronada d'estètica modernista i lletres gòtiques de la làpida, col·locada a la gran escala d'honor, | Hospital de Sant Pau                      |
| 1913      | Premi Especial. Gran Medalla d'Or      | Lluís Domènech i Montaner                          | Sant Antoni Maria Claret, 167-171 41° 24′ 46″ N, 2° 10′ 28″ E / 41.41278°N,2.17444°E           | En ser aquest el tercer cop que es premiava a Domènech i Montaner, l'Ajuntament li va concedir la Medalla d'Or. Per l'alta qualitat de l'obra, s'acordà col·locar una làpida commemorativa extraordinària obra de Manuel Fuxà. Flanquejada per una dida coronada d'estètica modernista i lletres gòtiques de la làpida, col·locada a la gran escala d'honor, | Hospital de Sant Pau                      |
| 1913      | Menció                                 | Miquel Madorell i Rius                             | Banc Hispanoamericà                                                                            | Actualment hi ha una botiga MediaMarkt. | Banc Hispanoamericà                       |
| 1913      | Menció                                 | Miquel Madorell i Rius                             | Fontanella, 6-8 41° 23′ 14.04″ N, 2° 10′ 18.5″ E / 41.3872333°N,2.171806°E                     | Actualment hi ha una botiga MediaMarkt. | Banc Hispanoamericà                       |
| 1913      | Menció                                 | Andreu Audet i Puig                                | Antiga Editorial Seguí                                                                         | Actualment és un centre d'ensenyament | Editorial M. Seguí                        |
| 1913      | Menció                                 | Andreu Audet i Puig                                | Torrent de l'Olla, 9 i Bonavista, 30 41° 23′ 55.5″ N, 2° 9′ 38.91″ E / 41.398750°N,2.1608083°E | Actualment és un centre d'ensenyament | Editorial M. Seguí                        |
|           |                                        |                                                    |                                                                                                | |                                           |
| 1914      | 1r Premi                               | Joan Rubió i Bellver                               | Casa Roviralta «el Frare Blanc»                                                                | Rubió va reformar la masia anomenada “El Frare Blanc”, nom que li ve dels antics ocupants de l'ordre dels dominics. De l'antiga masia conserva l'estructura i volums i la capella, com a peça original amb la seva decoració. De complexa distribució i decoració interior, l'exterior està resolt amb elements decoratius de maons i materials ceràmics, contrastant amb els paraments llisos emblanquinats. | El Frare Blanc.jpg                        |
| 1914      | 1r Premi                               | Joan Rubió i Bellver                               | Av. Tibidabo, 31 41° 24′ 47.83″ N, 2° 8′ 3.9″ E / 41.4132861°N,2.134417°E                      | Rubió va reformar la masia anomenada “El Frare Blanc”, nom que li ve dels antics ocupants de l'ordre dels dominics. De l'antiga masia conserva l'estructura i volums i la capella, com a peça original amb la seva decoració. De complexa distribució i decoració interior, l'exterior està resolt amb elements decoratius de maons i materials ceràmics, contrastant amb els paraments llisos emblanquinats. | El Frare Blanc.jpg                        |
|           |                                        |                                                    |                                                                                                | |                                           |
| 1915      | 1r Premi                               | Desert                                             | Desert                                                                                         | Desert | Desert                                    |
| 1915      | 1a Menció                              | Miquel Madorell i Rius                             | Xalet Araceli de Fabra i Puig                                                                  | Habitatge unifamiliar d'estil afrancesat època imperi rodejat de jardí amb les millors elements de confort i higiene. Era un edifici de planta quadrada amb baixos, un pis i golfes. | Destruïda                                 |
| 1915      | 1a Menció                              | Miquel Madorell i Rius                             | Muntaner, 264                                                                                  | Habitatge unifamiliar d'estil afrancesat època imperi rodejat de jardí amb les millors elements de confort i higiene. Era un edifici de planta quadrada amb baixos, un pis i golfes. | Destruïda                                 |
| 1915      | 2a Menció                              | Enric Sagnier i Villavecchia                       | Casa Lluís Pellerin                                                                            | Edifici d'habitatges de lloguer de disseny sobri i senyorial amb una distribució molt racional i dotat de les millors comoditats del moment: calefacció, ascensors, escala de servei,etc. | Casa Lluís Pellerin                       |
| 1915      | 2a Menció                              | Enric Sagnier i Villavecchia                       | Avinguda Diagonal, 490 41° 23′ 44.21″ N, 2° 9′ 16.59″ E / 41.3956139°N,2.1546083°E             | Edifici d'habitatges de lloguer de disseny sobri i senyorial amb una distribució molt racional i dotat de les millors comoditats del moment: calefacció, ascensors, escala de servei,etc. | Casa Lluís Pellerin                       |
|           |                                        |                                                    |                                                                                                | |                                           |
| 1916      | 1r Premi                               | Desert                                             | Desert                                                                                         | Desert | Desert                                    |
| 1916      | Menció                                 | Salvador Vinyals i Sabaté                          | Casa Vicenç Ferrer                                                                             | Edifici encarregat pel propietari de la botiga de farmàcia, perfumeria i drogueria Vicenç Ferrer, guanyadora d'una menció honorífica en la secció d'establiments. La planta baixa i el principal estaven dedicats al comerç i els cinc pisos restants a habitacións de lloguer. Per aconseguir la màxima lluminositat a la part comercial, l'estructura de façana es basava en grans arcs a nivell del principal descansant en grans columnes que hi havia a cada aresta de l'edifici. | Destruïda                                 |
| 1916      | Menció                                 | Salvador Vinyals i Sabaté                          | Pl. Catalunya / Rda. Sant Pere                                                                 | Edifici encarregat pel propietari de la botiga de farmàcia, perfumeria i drogueria Vicenç Ferrer, guanyadora d'una menció honorífica en la secció d'establiments. La planta baixa i el principal estaven dedicats al comerç i els cinc pisos restants a habitacións de lloguer. Per aconseguir la màxima lluminositat a la part comercial, l'estructura de façana es basava en grans arcs a nivell del principal descansant en grans columnes que hi havia a cada aresta de l'edifici. | Destruïda                                 |
| 1916      | Premi extraordinari                    | Pere Falqués                                       | Remodelació de l'Arsenal en Museu de Belles Arts                                               | L'edifici de l'arsenal de l'antiga ciutadella s'havia de transformar funcionalment per a uns fins absolutament diferents. D'un magatzem-fortalesa havia de passar a palau i museu afegint-li les dues ales laterals. Quan l'edifici va acollir el Parlament, una de les seves ales es va mantenir com a museu fins als anys 1990. | Museu de Belles Arts                      |
| 1916      | Premi extraordinari                    | Pere Falqués                                       | Parc de la Ciutadella 41° 23′ 16.29″ N, 2° 11′ 19.44″ E / 41.3878583°N,2.1887333°E             | L'edifici de l'arsenal de l'antiga ciutadella s'havia de transformar funcionalment per a uns fins absolutament diferents. D'un magatzem-fortalesa havia de passar a palau i museu afegint-li les dues ales laterals. Quan l'edifici va acollir el Parlament, una de les seves ales es va mantenir com a museu fins als anys 1990. | Museu de Belles Arts                      |
|           |                                        |                                                    |                                                                                                | |                                           |
| 1917      | Premi                                  | Enric Sagnier i Villavecchia                       | Edificis per a la Junta Provincial de Protecció a la Infància i Repressió de la Mendicitat     | El jurat va destacar la dificultat de fer una construcció dedicada a la beneficència amb una estructura "simpàtica i original dotant a la barriada d'un nou motiu de bellesa, en comptes de caure en edificacions més similars a casernes". Altra dificultat va ser el reduït pressupost que va donar a l'edifici un aspecte auster amb acabats en maó, arrebossat i teula àrab. | Parcialment destruïda                     |
| 1917      | Premi                                  | Enric Sagnier i Villavecchia                       | Dr. Trueta (abans Wad-Ras), 76 41° 23′ 36.38″ N, 2° 11′ 49.07″ E / 41.3934389°N,2.1969639°E    | El jurat va destacar la dificultat de fer una construcció dedicada a la beneficència amb una estructura "simpàtica i original dotant a la barriada d'un nou motiu de bellesa, en comptes de caure en edificacions més similars a casernes". Altra dificultat va ser el reduït pressupost que va donar a l'edifici un aspecte auster amb acabats en maó, arrebossat i teula àrab. | Parcialment destruïda                     |
| 1917      | Premi                                  | Pau Salvat i Espasa                                | Seu de l'Editorial Salvat                                                                      | Les solucions arquitectòniques comptaven amb el coneixement funcional de l'activitat que tenia l'arquitecte que era gerent de l'editorial. Soluciona de forma moderna les necessitats d'arees de disseny i de producció del sector editorial i construeix l'habitatge del propietari al costat de la nau industrial. | Editorial Salvat                          |
| 1917      | Premi                                  | Pau Salvat i Espasa                                | Mallorca, 39 41° 22′ 57.9″ N, 2° 8′ 52.7″ E / 41.382750°N,2.147972°E                           | Les solucions arquitectòniques comptaven amb el coneixement funcional de l'activitat que tenia l'arquitecte que era gerent de l'editorial. Soluciona de forma moderna les necessitats d'arees de disseny i de producció del sector editorial i construeix l'habitatge del propietari al costat de la nau industrial. | Editorial Salvat                          |
| 1917      | Menció                                 | Marcel·lià Coquillat i Llofriu                     | Casa Delfina Bonet                                                                             | Edifici de planta baixa i cinc pisos a la «mansana de la discòrdia», sense formar part del trio d'edificis dels arquitectes de renom. La façana actual és el producte d'una reforma realitzada el 1915. Resolta amb un classicisme poc brillant, que no té res a veure amb l'arquitectura modernista, en la qual destaquen les finestres italianitzants de les plantes primera i segona i de l'element central de coronament. La planta baixa també ha estat molt modificada. | Casa Bonet                                |
| 1917      | Menció                                 | Marcel·lià Coquillat i Llofriu                     | Pg. de Gràcia, 39 41° 23′ 29.2″ N, 2° 9′ 54.57″ E / 41.391444°N,2.1651583°E                    | Edifici de planta baixa i cinc pisos a la «mansana de la discòrdia», sense formar part del trio d'edificis dels arquitectes de renom. La façana actual és el producte d'una reforma realitzada el 1915. Resolta amb un classicisme poc brillant, que no té res a veure amb l'arquitectura modernista, en la qual destaquen les finestres italianitzants de les plantes primera i segona i de l'element central de coronament. La planta baixa també ha estat molt modificada. | Casa Bonet                                |
| 1917      | Menció                                 | Miguel Angel Navarro Pérez                         | Centre Aragonès de Barcelona                                                                   | Edifici construït amb l'esforç popular dels socis de l'entitat. A causa dels requeriments funcionals molt condicionats per la sala d'espectacles i les dependències artístiques, el jurat es va limitar a avaluar la façana d'estil renaixentista aragonès amb elements ceràmics. | Façana Centre Aragonès                    |
| 1917      | Menció                                 | Miguel Angel Navarro Pérez                         | Torres Amat, 2 41° 23′ 02.9″ N, 2° 9′ 51.07″ E / 41.384139°N,2.1641861°E                       | Edifici construït amb l'esforç popular dels socis de l'entitat. A causa dels requeriments funcionals molt condicionats per la sala d'espectacles i les dependències artístiques, el jurat es va limitar a avaluar la façana d'estil renaixentista aragonès amb elements ceràmics. | Façana Centre Aragonès                    |
|           |                                        |                                                    |                                                                                                | |                                           |
| 1918      | Premi extraordinari. Gran Medalla d'Or | Enric Sagnier i Villavecchia                       | Casal de l'Estalvi                                                                             | L'edifici havia optat al premi l'any anterior però va ser exclosa per no estar acabada. En ser aquest el tercer premi que rebia el seu arquitecte, se li atorgà la Medalla d'Or i ja no podia optar a cap més, tot i que en va rebre diverses mencions. És una obra neogòtica germanitzant feta totalment en pedra amb grans i luxosos espais interiors. | Caixa de Pensions                         |
| 1918      | Premi extraordinari. Gran Medalla d'Or | Enric Sagnier i Villavecchia                       | Via Laietana, 56 41° 23′ 15.38″ N, 2° 10′ 26.86″ E / 41.3876056°N,2.1741278°E                  | L'edifici havia optat al premi l'any anterior però va ser exclosa per no estar acabada. En ser aquest el tercer premi que rebia el seu arquitecte, se li atorgà la Medalla d'Or i ja no podia optar a cap més, tot i que en va rebre diverses mencions. És una obra neogòtica germanitzant feta totalment en pedra amb grans i luxosos espais interiors. | Caixa de Pensions                         |
| 1918      | 1r Premi                               | Joan Rubió i Bellver                               | Torre dels Pardals                                                                             | Propietat de Joan Roig i Mallafré com a casa d'estiueig. Era una casa aïllada rodejada de jardí als afores del barri d'Horta. Estava plantejada amb espais amples i decoració força luxosa. Destacaven especialment les vistes gràcies a la seva privilegiada ubicació. | Destruïda el 1958                         |
| 1918      | 1r Premi                               | Joan Rubió i Bellver                               | Dosrius                                                                                        | Propietat de Joan Roig i Mallafré com a casa d'estiueig. Era una casa aïllada rodejada de jardí als afores del barri d'Horta. Estava plantejada amb espais amples i decoració força luxosa. Destacaven especialment les vistes gràcies a la seva privilegiada ubicació. | Destruïda el 1958                         |
| 1918      | 1a Menció                              | Francesc de Paula Nebot                            | Casa Carme Oliveres d'Aixemús (Gabriel Boada ??)                                               | Edifici d'habitatges per lloguer de cinc plantes d'estil monumentalista ubicat en un xamfrà. Tenia originalment una cúpula coronant l'aresta, però va ser destruïda en una remunta. | Casa Carme Oliveres d'Aixemús             |
| 1918      | 1a Menció                              | Francesc de Paula Nebot                            | Muntaner, 393 41° 23′ 58.61″ N, 2° 8′ 31.21″ E / 41.3996139°N,2.1420028°E                      | Edifici d'habitatges per lloguer de cinc plantes d'estil monumentalista ubicat en un xamfrà. Tenia originalment una cúpula coronant l'aresta, però va ser destruïda en una remunta. | Casa Carme Oliveres d'Aixemús             |
| 1918      | 2a Menció                              | Jaume Torres i Grau                                | Fàbrica de pianos de Lluís Casali                                                              | Magnífic edifici industrial de quatre plantes amb profusa utilització del maó en les dues primeres plantes i al voltant de les finestres trilobulades de la resta. El coronament comptava amb uns originals merlets sobre un ràfec molt elaborat. L'any 1938 es va reconvertir en habitatges conservant-se només l'estètica de la façana de la planta baixa. | Transformada                              |
| 1918      | 2a Menció                              | Jaume Torres i Grau                                | Torres Amat, 1 41° 23′ 03.24″ N, 2° 9′ 51.04″ E / 41.3842333°N,2.1641778°E                     | Magnífic edifici industrial de quatre plantes amb profusa utilització del maó en les dues primeres plantes i al voltant de les finestres trilobulades de la resta. El coronament comptava amb uns originals merlets sobre un ràfec molt elaborat. L'any 1938 es va reconvertir en habitatges conservant-se només l'estètica de la façana de la planta baixa. | Transformada                              |
|           |                                        |                                                    |                                                                                                | |                                           |
| 1919      | Premi                                  | Enric Sagnier i Villavecchia                       | Casa Ignasi Coll                                                                               | Torre unifamiliar d'estiueig d'estil noucentista. L'edifici es compon amb un cos central flanquejat per dues torres que el sobrepassen. Tot el conjunt té teulades a quatre vessants i les façanes estan tractades amb estucs llisos i relleus neoflorentins a totes les obertures. Actualment és un col·legi. | Casa Ignasi Coll                          |
| 1919      | Premi                                  | Enric Sagnier i Villavecchia                       | Av. Tibidabo, 24-28 41° 24′ 46.72″ N, 2° 8′ 7.24″ E / 41.4129778°N,2.1353444°E                 | Torre unifamiliar d'estiueig d'estil noucentista. L'edifici es compon amb un cos central flanquejat per dues torres que el sobrepassen. Tot el conjunt té teulades a quatre vessants i les façanes estan tractades amb estucs llisos i relleus neoflorentins a totes les obertures. Actualment és un col·legi. | Casa Ignasi Coll                          |
| 1919      | Menció                                 | Francesc de Paula Nebot                            | Casa Lluís Pi i Gibert                                                                         | | ?                                         |
| 1919      | Menció                                 | Francesc de Paula Nebot                            | Casp, 59 41° 23′ 36.0″ N, 2° 10′ 32.50″ E / 41.393333°N,2.1756944°E                            | | ?                                         |
| 1919      | Menció                                 | Josep Domènech i Mansana i Francesc de Paula Nebot | Cases Barates de Sant Andreu, Horta i Vallcarca de la S.A. de Cases Barates i Caixa d'Estalvis | | ?                                         |
| 1919      | Menció                                 | Josep Domènech i Mansana i Francesc de Paula Nebot |                                                                                                | | ?                                         |
|           |                                        |                                                    |                                                                                                | |                                           |
| 1920      | Premi                                  | Enric Sagnier i Villavecchia                       | Casa Lluís Rocamora                                                                            | | Desapareguda                              |
| 1920      | Premi                                  | Enric Sagnier i Villavecchia                       | Muntaner, 306                                                                                  | | Desapareguda                              |
| 1920      | Menció                                 | Antoni Pons i Domínguez                            | Casa Roldós                                                                                    | Es tractava d'una reforma d'un edifici de 1867 obra de Francesc de Paula Nebot. Es va tornar a reformar l'any 1929. | Transformada                              |
| 1920      | Menció                                 | Antoni Pons i Domínguez                            | Rambla, 124 41° 23′ 02.37″ N, 2° 10′ 16.86″ E / 41.3839917°N,2.1713500°E                       | Es tractava d'una reforma d'un edifici de 1867 obra de Francesc de Paula Nebot. Es va tornar a reformar l'any 1929. | Transformada                              |
| 1920      | Menció                                 | ?                                                  | Casa J. Vallés                                                                                 | | ?                                         |
| 1920      | Menció                                 | ?                                                  | Muntaner                                                                                       | | ?                                         |
| 1920      | Menció                                 | Eduard Ferrés i Puig                               | Hotel Ritz                                                                                     | | Hotel Ritz                                |
| 1920      | Menció                                 | Eduard Ferrés i Puig                               | Gran Via Corts Catalanes, 668 41° 23′ 29.05″ N, 2° 10′ 17.19″ E / 41.3914028°N,2.1714417°E     | | Hotel Ritz                                |
|           |                                        |                                                    |                                                                                                | |                                           |
| 1921-1925 | No es convocà                          | No es convocà                                      | No es convocà                                                                                  | No es convocà | No es convocà                             |
|           |                                        |                                                    |                                                                                                | |                                           |
| 1926      | 1r Premi                               | Jaume Torres i Grau                                | Seu de Fomento de Construcciones y Contratas                                                   | Edifici representatiu del noucentisme classicista. La composició de la façana en pedra de Montjuïc, combina elements clàssics amb trets d'origen barroc aconseguint una severa monumentalitat. A la cornisa que corona el conjunt hi ha quatre escultures al·legòriques fetes per Josep Tenas. | Seu de FOCSA                              |
| 1926      | 1r Premi                               | Jaume Torres i Grau                                | Balmes, 36 41° 23′ 18.95″ N, 2° 9′ 49.59″ E / 41.3885972°N,2.1637750°E                         | Edifici representatiu del noucentisme classicista. La composició de la façana en pedra de Montjuïc, combina elements clàssics amb trets d'origen barroc aconseguint una severa monumentalitat. A la cornisa que corona el conjunt hi ha quatre escultures al·legòriques fetes per Josep Tenas. | Seu de FOCSA                              |
|           |                                        |                                                    |                                                                                                | |                                           |
| 1927      | 1r Premi                               | Arnald Calvet                                      | Magatzems Jorba                                                                                | Edifici d'estil monumentaliste seguint un ordre classicista. Destaca a la façana la potent marquesina, grossos fanals que la ressegueixen, i el grup escultòric situat sobre un portal amb l'emblema LABOR OMNIA VINCIT. S'estructurava a partir d'un nucli de comunicacions central amb una escala imperial i quatre ascensors que la flanquejaven i al costat dos celoberts coberts per claraboies de vidre de forma cupular, desapareguda en la reforma del 1964. L'edifici segueix els corrents conceptuals i estilístics dels grans magatzems centreeuropeus i més concretament francesos. | Can Jorba                                 |
| 1927      | 1r Premi                               | Arnald Calvet                                      | Av. Porta de l'Àngel, 19-21 41° 23′ 08.88″ N, 2° 10′ 20.40″ E / 41.3858000°N,2.1723333°E       | Edifici d'estil monumentaliste seguint un ordre classicista. Destaca a la façana la potent marquesina, grossos fanals que la ressegueixen, i el grup escultòric situat sobre un portal amb l'emblema LABOR OMNIA VINCIT. S'estructurava a partir d'un nucli de comunicacions central amb una escala imperial i quatre ascensors que la flanquejaven i al costat dos celoberts coberts per claraboies de vidre de forma cupular, desapareguda en la reforma del 1964. L'edifici segueix els corrents conceptuals i estilístics dels grans magatzems centreeuropeus i més concretament francesos. | Can Jorba                                 |
|           |                                        |                                                    |                                                                                                | |                                           |
| 1928      | 1r Premi                               | Joan Baptista Serra                                | Ampliació de la Casa Vicens d'Antoni Gaudí                                                     | Joan Baptista Serra va realitzar una ampliació de l'edifici a imatge del que havia fet Gaudí. | Casa Vicens                               |
| 1928      | 1r Premi                               | Joan Baptista Serra                                | Carolines, 24 41° 24′ 13″ N, 2° 09′ 04″ E / 41.40361°N,2.15111°E                               | Joan Baptista Serra va realitzar una ampliació de l'edifici a imatge del que havia fet Gaudí. | Casa Vicens                               |
|           |                                        |                                                    |                                                                                                | |                                           |
| 1929      | No es convocà                          | No es convocà                                      | No es convocà                                                                                  | No es convocà | No es convocà                             |
| 1930-1931 | Premi                                  | Pedro Muguruza                                     | Estació de França                                                                              | Construïda per la Companyia dels Ferrocarrils de Madrid a Saragossa i a Alacant amb motiu de l'Exposició Universal de 1929, va ser inaugurada per Alfons XIII. Venia a substituir l'estació terminus de la TBF construïda el 1885 encara dins la muralla | Estació de França                         |
| 1930-1931 | Premi                                  | Pedro Muguruza                                     | Av. Marqués de l'Argentera, 6-20 41° 23′ 03″ N, 2° 11′ 09″ E / 41.38417°N,2.18583°E            | Construïda per la Companyia dels Ferrocarrils de Madrid a Saragossa i a Alacant amb motiu de l'Exposició Universal de 1929, va ser inaugurada per Alfons XIII. Venia a substituir l'estació terminus de la TBF construïda el 1885 encara dins la muralla | Estació de França                         |
| 1930-1931 | Menció                                 | Josep Maria Sagnier i Vidal                        | Palauet Miralles                                                                               | | Destruïda                                 |
| 1930-1931 | Menció                                 | Josep Maria Sagnier i Vidal                        |                                                                                                | | Destruïda                                 |
| 1930-1931 | Menció                                 | Eusebi Bona                                        |                                                                                                | |                                           |
| 1930-1931 | Menció                                 | Eusebi Bona                                        | Alí Bei, 11 41° 23′ 28.10″ N, 2° 10′ 39.2″ E / 41.3911389°N,2.177556°E                         | |                                           |
| 1930-1931 | Menció                                 | Antoni Puig i Gairalt                              | Fàbrica Myrurgia                                                                               | És considerada l'obra més important de Puig. Amb clara influència déco a l'entrada i el vestíbul del xamfrà, dins d'un estil general noucentista i racionalista. L'edifici està signat a la façana, sota un dels plafons neoclàssics de bronze. | Fàbrica Myrurgia                          |
| 1930-1931 | Menció                                 | Antoni Puig i Gairalt                              | Mallorca, 351 41° 24′ 04.39″ N, 2° 10′ 19.2″ E / 41.4012194°N,2.172000°E                       | És considerada l'obra més important de Puig. Amb clara influència déco a l'entrada i el vestíbul del xamfrà, dins d'un estil general noucentista i racionalista. L'edifici està signat a la façana, sota un dels plafons neoclàssics de bronze. | Fàbrica Myrurgia                          |
|           |                                        |                                                    |                                                                                                | |                                           |

### Establiments
|               |                     |                                                                           |                                                           | |                                   |  |  |  |  |  |  |
| 1902          | 1r Premi            | Ricard de Capmany i Roura, decorador Puig i Cadafalch, arquitecte         | Bar Torino                                                | Propietat del torinés Flaminio Mezzalama, qui pretenia promocionar el vermouth Martini & Rossi, va ser inaugurat el 20 de setembre de 1902 A més de la decoració de Capmany, Antoni Gaudí va col·laborar fent el saló àrab. Va tancar al voltant de 1910-1911. | Desaparegut                       |  |  |  |  |  |  |
| 1902          | 1r Premi            | Ricard de Capmany i Roura, decorador Puig i Cadafalch, arquitecte         | Pg. Gràcia, 38                                            | Propietat del torinés Flaminio Mezzalama, qui pretenia promocionar el vermouth Martini & Rossi, va ser inaugurat el 20 de setembre de 1902 A més de la decoració de Capmany, Antoni Gaudí va col·laborar fent el saló àrab. Va tancar al voltant de 1910-1911. | Desaparegut                       |  |  |  |  |  |  |
| 1902          | Menció              |                                                                           | Perfumeria Ideal                                          | | Desaparegut                       |  |  |  |  |  |  |
| 1902          | Menció              | Gran Via Corts Catalanes, 642                                             |                                                           | | Desaparegut                       |  |  |  |  |  |  |
|               |                     |                                                                           |                                                           | |                                   |  |  |  |  |  |  |
| 1903          | 1r Premi            | Lluís Domènech i Montaner                                                 | Fonda Espanya                                             | La transformació feta per Domènech és realment admirable, l'entrada té columnes de marbre, esgrafiats i llums de llautó amb marcat estil modernista. Una impressionant llar de foc de marbre fou modelada per Eusebi Arnau i cisellada per Alfons Juyol, representa el pas del temps entre el naixement i la vellesa, amb el coronament d'un gran escut d'Espanya. | Fonda Espanya                     |  |  |  |  |  |  |
| 1903          | 1r Premi            | Lluís Domènech i Montaner                                                 | Sant Pau, 9-11                                            | La transformació feta per Domènech és realment admirable, l'entrada té columnes de marbre, esgrafiats i llums de llautó amb marcat estil modernista. Una impressionant llar de foc de marbre fou modelada per Eusebi Arnau i cisellada per Alfons Juyol, representa el pas del temps entre el naixement i la vellesa, amb el coronament d'un gran escut d'Espanya. | Fonda Espanya                     |  |  |  |  |  |  |
| 1903          | 2n Premi            | August Font i Carreras Alexandre de Riquer i Ynglada va ser el decorador. | Cafè restaurant Maison Dorée                              | L'establiment era propietat de la família Llibre, Guillem i el seu pare Pere que també tenia una pastisseria al carrer Ferran i que posteriorment obririen una sucursal a la mateixa pça. Catalunya 21, guanyadora d'aquest concurs el 1912. | Desaparegut                       |  |  |  |  |  |  |
| 1903          | 2n Premi            | August Font i Carreras Alexandre de Riquer i Ynglada va ser el decorador. | Pl. Catalunya, 22                                         | L'establiment era propietat de la família Llibre, Guillem i el seu pare Pere que també tenia una pastisseria al carrer Ferran i que posteriorment obririen una sucursal a la mateixa pça. Catalunya 21, guanyadora d'aquest concurs el 1912. | Desaparegut                       |  |  |  |  |  |  |
| 1903          | Menció              | Victor Masriera                                                           | Botiga d'objectes artístics Masriera i Campins            | El taller Masriera del carrer de Bailèn va obrir una botiga al carrer de Ferran el 22 de setembre de 1903. S'hi venien tota mena d'obres d'art originals de Clarasó, Llimona, Mani, Fuxà, Tasso, Campeny, Atché i Vallmitjana, i també còpies d'artistes internacionals foses al seu taller. Va ser decorada amb obres d'Eusebi Arnau i la façana era un paisatge fet en mosaïc per Mario Maragliano que representava la «Natura». La botiga va tancar el 1915 per a traslladar-se al passeig de Gràcia, on també va obtenir un premi. | Desaparegut                       |  |  |  |  |  |  |
| 1903          | Menció              | Victor Masriera                                                           | Ferran, 51                                                | El taller Masriera del carrer de Bailèn va obrir una botiga al carrer de Ferran el 22 de setembre de 1903. S'hi venien tota mena d'obres d'art originals de Clarasó, Llimona, Mani, Fuxà, Tasso, Campeny, Atché i Vallmitjana, i també còpies d'artistes internacionals foses al seu taller. Va ser decorada amb obres d'Eusebi Arnau i la façana era un paisatge fet en mosaïc per Mario Maragliano que representava la «Natura». La botiga va tancar el 1915 per a traslladar-se al passeig de Gràcia, on també va obtenir un premi. | Desaparegut                       |  |  |  |  |  |  |
|               |                     |                                                                           |                                                           | |                                   |  |  |  |  |  |  |
| 1904          | 1r Premi            | Josep Carrera i Miró                                                      | Café Novedades                                            | La reforma que es va fer al saló inaugurat el 1899 incorporava una confluència d'estils com el modernisme del bar Torino i el neo Lluís XV del cafè-restaurant Maison Dorée, amb un tractament natural de l'ornamentació vegetal. | Desaparegut                       |  |  |  |  |  |  |
| 1904          | 1r Premi            | Josep Carrera i Miró                                                      | Pg. Gràcia i Casp                                         | La reforma que es va fer al saló inaugurat el 1899 incorporava una confluència d'estils com el modernisme del bar Torino i el neo Lluís XV del cafè-restaurant Maison Dorée, amb un tractament natural de l'ornamentació vegetal. | Desaparegut                       |  |  |  |  |  |  |
|               |                     |                                                                           |                                                           | |                                   |  |  |  |  |  |  |
| 1905          | 1r Premi            | Joan Alsina i Arús                                                        | Restaurant Pince (Can Pinsa)                              | Tradicional restaurant de la ciutat fundat pel francès Jean Pince i la seva esposa en el que va morir al mig d'un sopar el Doctor Robert el 10 d'abril de 1902. Posteriorment, Joan Alsina el va reformar i modernitzar fent-se mereixedor del premi del concurs de l'Ajuntament. | Desaparegut                       |  |  |  |  |  |  |
| 1905          | 1r Premi            | Joan Alsina i Arús                                                        | Ferran, 31                                                | Tradicional restaurant de la ciutat fundat pel francès Jean Pince i la seva esposa en el que va morir al mig d'un sopar el Doctor Robert el 10 d'abril de 1902. Posteriorment, Joan Alsina el va reformar i modernitzar fent-se mereixedor del premi del concurs de l'Ajuntament. | Desaparegut                       |  |  |  |  |  |  |
| 1905          | 1r Accèssit         |                                                                           | Materials de construcció d'Eveli Dòria i Bonaplata        | | Desaparegut                       |  |  |  |  |  |  |
| 1905          | 1r Accèssit         | Ronda Universitat, 31                                                     |                                                           | | Desaparegut                       |  |  |  |  |  |  |
| 1905          | 2n Accèssit         | Lluís Domènech i Montaner                                                 | Fotografía Audouard                                       | El 6 de juliol de 1905, Pau Audouard inaugurà el seu nou estudi a la planta baixa de la casa Lleó i Morera. Lluís Domènech i Montaner com a decorador, va incorporar els millors artesans: Adrià Gual, qui va fer l'entrada, el «projecte dels aparadors» i «dos tapissos de brillants colors i gran efecte ornamental»; l'escultor Alfons Juyol, l'ebenista Joan Busquets (1874-1949), «el lampista» Riera; la pintura decorativa de Vilaró; Antoni Rigalt i Blanch (1850-1914) i Buxeres i Codorniu varen fer els vitralls, i Gaspar Homar (1870-1953) va fer els treballs de marqueteria. A més dels aspectes estètics, la nova galeria comptava amb la novetat tecnològica de la il·luminació artificial, cosa que permetia ubicar-la en una planta baixa -per a més comoditat dels clients- i no al terrat com acostumaven a estar els estudis per aprofitar la llum natural. | Desaparegut                       |  |  |  |  |  |  |
| 1905          | 2n Accèssit         | Lluís Domènech i Montaner                                                 | Pg. Gràcia, 35 (Casa Lleó i Morera)                       | El 6 de juliol de 1905, Pau Audouard inaugurà el seu nou estudi a la planta baixa de la casa Lleó i Morera. Lluís Domènech i Montaner com a decorador, va incorporar els millors artesans: Adrià Gual, qui va fer l'entrada, el «projecte dels aparadors» i «dos tapissos de brillants colors i gran efecte ornamental»; l'escultor Alfons Juyol, l'ebenista Joan Busquets (1874-1949), «el lampista» Riera; la pintura decorativa de Vilaró; Antoni Rigalt i Blanch (1850-1914) i Buxeres i Codorniu varen fer els vitralls, i Gaspar Homar (1870-1953) va fer els treballs de marqueteria. A més dels aspectes estètics, la nova galeria comptava amb la novetat tecnològica de la il·luminació artificial, cosa que permetia ubicar-la en una planta baixa -per a més comoditat dels clients- i no al terrat com acostumaven a estar els estudis per aprofitar la llum natural. | Desaparegut                       |  |  |  |  |  |  |
| 1905          | Menció              | Salvador Alarma                                                           | Magatzem i oficina Anís del Mono. Vicenç Bosch            | Destacava la nova línia dels aparadors i el diferent tractament per a la solució dels cristalls translúcids. Una de les parts més belles era el treball dels metalls, tant les pantalles, com els medallons en relleu i les columnes de l'entrada, junt amb l'agafador. Alguns podrien veure en la inauguració una autèntica provocació pel fet d'instal·lar-s'hi en un carrer tant noble aleshores i tan a prop del Gran Teatre del Liceu, però sembla que en Vicenç era gran aficionat a l'òpera, i fins i tot diuen que quan la seva avançada edat no el permetia anar al Liceu es va fer instal·lar una línia telefònica directa amb el gran teatre per continuar gaudint de la seva passió. | Desaparegut                       |  |  |  |  |  |  |
| 1905          | Menció              | Salvador Alarma                                                           | Ferran, 30                                                | Destacava la nova línia dels aparadors i el diferent tractament per a la solució dels cristalls translúcids. Una de les parts més belles era el treball dels metalls, tant les pantalles, com els medallons en relleu i les columnes de l'entrada, junt amb l'agafador. Alguns podrien veure en la inauguració una autèntica provocació pel fet d'instal·lar-s'hi en un carrer tant noble aleshores i tan a prop del Gran Teatre del Liceu, però sembla que en Vicenç era gran aficionat a l'òpera, i fins i tot diuen que quan la seva avançada edat no el permetia anar al Liceu es va fer instal·lar una línia telefònica directa amb el gran teatre per continuar gaudint de la seva passió. | Desaparegut                       |  |  |  |  |  |  |
|               |                     |                                                                           |                                                           | |                                   |  |  |  |  |  |  |
| 1906          | 1r Premi            | Desert                                                                    | Desert                                                    | Desert | Desert                            |  |  |  |  |  |  |
|               |                     |                                                                           |                                                           | |                                   |  |  |  |  |  |  |
| 1907          | 1r Premi            | Albert Juan i Torner                                                      | Farmàcia del Dr. Domènech                                 | | Desaparegut                       |  |  |  |  |  |  |
| 1907          | 1r Premi            | Albert Juan i Torner                                                      | Rda. Sant Pau, 71                                         | | Desaparegut                       |  |  |  |  |  |  |
| 1907          | Premi extraordinari | August Font i Carreras                                                    | Establiment de materials de construcció Butsems i Fradera | La botiga, dedicada a derivats del ciment com la pedra artificial i el paviment hidràulic, havia estat inaugurada el 4 de febrer de 1893 per Marià-Carles Butsems i Just, que va incloure el seu gendre Josep Fradera al negoci sota el nom M.C. Butsems & Fradera. Butsems va morir el 1902 i els seus successors hi van fer unes reformes de decoració encarregades a August Font. | Desaparegut                       |  |  |  |  |  |  |
| 1907          | Premi extraordinari | August Font i Carreras                                                    | Pelai, 22                                                 | La botiga, dedicada a derivats del ciment com la pedra artificial i el paviment hidràulic, havia estat inaugurada el 4 de febrer de 1893 per Marià-Carles Butsems i Just, que va incloure el seu gendre Josep Fradera al negoci sota el nom M.C. Butsems & Fradera. Butsems va morir el 1902 i els seus successors hi van fer unes reformes de decoració encarregades a August Font. | Desaparegut                       |  |  |  |  |  |  |
|               |                     |                                                                           |                                                           | |                                   |  |  |  |  |  |  |
| 1908          | 1r Premi            | Desert                                                                    | Desert                                                    | Desert | Desert                            |  |  |  |  |  |  |
| 1908          | Menció especial     | ?                                                                         | Pastes de sopa de Francesc Garriga                        | La casa de sopes Francesc Garriga va ser fundada el 1800 i venia mitjançant distribuïdors exclusius per barris dins la ciutat. El premi, que aquell any havia quedat desert, va ser un reconeixement a la seva trajectòria. | Anunci obra de Leonetto Cappiello |  |  |  |  |  |  |
| 1908          | Menció especial     | ?                                                                         | Carme, 7                                                  | La casa de sopes Francesc Garriga va ser fundada el 1800 i venia mitjançant distribuïdors exclusius per barris dins la ciutat. El premi, que aquell any havia quedat desert, va ser un reconeixement a la seva trajectòria. | Anunci obra de Leonetto Cappiello |  |  |  |  |  |  |
|               |                     |                                                                           |                                                           | |                                   |  |  |  |  |  |  |
| 1909          | 1r Premi            | Miquel Moragas / Salvador Alarma                                          | Bar La Lune                                               | El bar estava ubicat a la planta baixa de la casa Narcís Pl, de l'arquitecte Francisco de Paula del Villar y Lozano. Es tractava d'una versió renovada del que havia existit a la plaça de l'Àngel i que va ser enderrocat en obrir la Via Laietana. La nova botiga va ser decorada pels professionals de moda i va afrancesar el seu nom a La Lune, i es va inaugurar el 31 de desembre de 1909. El 1918, amb l'enderroc de la casa Pla, el local va desaparèixer. | Desaparegut                       |  |  |  |  |  |  |
| 1909          | 1r Premi            | Miquel Moragas / Salvador Alarma                                          | Pl. Catalunya, 9                                          | El bar estava ubicat a la planta baixa de la casa Narcís Pl, de l'arquitecte Francisco de Paula del Villar y Lozano. Es tractava d'una versió renovada del que havia existit a la plaça de l'Àngel i que va ser enderrocat en obrir la Via Laietana. La nova botiga va ser decorada pels professionals de moda i va afrancesar el seu nom a La Lune, i es va inaugurar el 31 de desembre de 1909. El 1918, amb l'enderroc de la casa Pla, el local va desaparèixer. | Desaparegut                       |  |  |  |  |  |  |
| 1909          | Premi extraordinari | Eduard Maria Balcells                                                     | Parada de carn al Mercat de Sant Antoni, núm. 435-437     | Va ser un encàrrec d'Ignacio Georges. La metal·listeria gòtica, dragons, làmpades oscil·lants en grups amb cristalls acolorits i panells de mosaic creen un simbòlic mercat medieval de carnívors. Balcells mestre de la serralleria que va aprendre l'ofici de jove i que fa servir la forja com a element decoratiu. | al MUHBA                          |  |  |  |  |  |  |
| 1909          | Premi extraordinari | Eduard Maria Balcells                                                     | Mercat de Sant Antoni                                     | Va ser un encàrrec d'Ignacio Georges. La metal·listeria gòtica, dragons, làmpades oscil·lants en grups amb cristalls acolorits i panells de mosaic creen un simbòlic mercat medieval de carnívors. Balcells mestre de la serralleria que va aprendre l'ofici de jove i que fa servir la forja com a element decoratiu. | al MUHBA                          |  |  |  |  |  |  |
|               |                     |                                                                           |                                                           | |                                   |  |  |  |  |  |  |
| 1910          | 1r Premi            | Miquel Moragas / Salvador Alarma                                          | Establiment objetos sanitarios modernos Francisco Sangrá  | La fàbrica Sangrà es trobava al carrer de València de Barcelona i va voler tenir presència a la zona més comercial de la ciutat. La botiga, inaugurada el 14 de març de 1910, va ser encarregada als decoradors amb més prestigi del moment. La façana destacava per les seves línies d'estil sezession, mentre que l'interior tenia una decoració fantasiosa i recarregada. L'espai estava compartimentat per arcs torals amb una decoració mitològica a l'intradós, amb uns hermes sense braços i amb tiara que feien funció d'atlantes. | Desaparegut                       |  |  |  |  |  |  |
| 1910          | 1r Premi            | Miquel Moragas / Salvador Alarma                                          | Rambla, 10                                                | La fàbrica Sangrà es trobava al carrer de València de Barcelona i va voler tenir presència a la zona més comercial de la ciutat. La botiga, inaugurada el 14 de març de 1910, va ser encarregada als decoradors amb més prestigi del moment. La façana destacava per les seves línies d'estil sezession, mentre que l'interior tenia una decoració fantasiosa i recarregada. L'espai estava compartimentat per arcs torals amb una decoració mitològica a l'intradós, amb uns hermes sense braços i amb tiara que feien funció d'atlantes. | Desaparegut                       |  |  |  |  |  |  |
|               |                     |                                                                           |                                                           | |                                   |  |  |  |  |  |  |
| 1911          | Premi extraordinàri | Josep Bori                                                                | Joieria i rellotgeria El Regulador                        | Propietat de Joan Boix, un rellotger de Cardona que havia obert la botiga el 1883 a la Casa Francesc Piña. La reforma modernista del 1911 va aprofitar els arcs originals per encabir els aparadors. A l'exterior, una marquesina ondulada de ferro i vidre protegia de la pluja els aparadors i sostenia un cartell anunciador. L'interior tenia un aire vienès amb línies rectes i làmpades de vidre i bronze penjant del sostre. | Desaparegut                       |  |  |  |  |  |  |
| 1911          | Premi extraordinàri | Josep Bori                                                                | Rambla, 37                                                | Propietat de Joan Boix, un rellotger de Cardona que havia obert la botiga el 1883 a la Casa Francesc Piña. La reforma modernista del 1911 va aprofitar els arcs originals per encabir els aparadors. A l'exterior, una marquesina ondulada de ferro i vidre protegia de la pluja els aparadors i sostenia un cartell anunciador. L'interior tenia un aire vienès amb línies rectes i làmpades de vidre i bronze penjant del sostre. | Desaparegut                       |  |  |  |  |  |  |
| 1911          | Premi extraordinari | Joan Llongueras                                                           | Cafè restaurant Royal                                     | Propietat d'Esteve Sala, que va encarregar a Joan Llongueras la decoració, amb mobiliari de Gaspar Homar. L'interior era un espai diàfan aconseguit per un conjunt de voltes de quatre punts rebaixades i recolzades en columnes de capitells jònics amb detalls daurats d'estil neoimperi. | Desaparegut                       |  |  |  |  |  |  |
| 1911          | Premi extraordinari | Joan Llongueras                                                           | Rambla, 126                                               | Propietat d'Esteve Sala, que va encarregar a Joan Llongueras la decoració, amb mobiliari de Gaspar Homar. L'interior era un espai diàfan aconseguit per un conjunt de voltes de quatre punts rebaixades i recolzades en columnes de capitells jònics amb detalls daurats d'estil neoimperi. | Desaparegut                       |  |  |  |  |  |  |
| 1911          | Premi extraordinari | Esteva                                                                    | Mobles i decoració Esteva i Cia                           | | Desaparegut                       |  |  |  |  |  |  |
| 1911          | Premi extraordinari | Esteva                                                                    | Pg. Gràcia, 18                                            | | Desaparegut                       |  |  |  |  |  |  |
| 1911          | Premi extraordinari | Josep Maria Pericas                                                       | Farmàcia del Dr. Espinós                                  | Es conserva un fanal a la Farmàcia M. Teresa Domingo del carrer de Muntaner, 184. De fet, el número que hi apareix dibuixat en els vidres del llum és el 264. | Desaparegut                       |  |  |  |  |  |  |
| 1911          | Premi extraordinari | Josep Maria Pericas                                                       | Diputació, 264                                            | Es conserva un fanal a la Farmàcia M. Teresa Domingo del carrer de Muntaner, 184. De fet, el número que hi apareix dibuixat en els vidres del llum és el 264. | Desaparegut                       |  |  |  |  |  |  |
| 1911          | Premi extraordinari | Josep Plantada i Artigas                                                  | Cine Ideal                                                | Propietat de Pere Garriga. Estava ubicat entre Pg. de Gràcia i Rbla. Catalunya, on el 1952 es va construir l'hotel Avenida Palace. | Desaparegut                       |  |  |  |  |  |  |
| 1911          | Premi extraordinari | Josep Plantada i Artigas                                                  | Gran Via Corts Catalanes, 605-607                         | Propietat de Pere Garriga. Estava ubicat entre Pg. de Gràcia i Rbla. Catalunya, on el 1952 es va construir l'hotel Avenida Palace. | Desaparegut                       |  |  |  |  |  |  |
|               |                     |                                                                           |                                                           | |                                   |  |  |  |  |  |  |
| 1912          | 1r Premi            | Enric Sagnier                                                             | Confiteria Guillem Llibre                                 | Aquest establiment era una sucursal del que Pere Llibre tenia al carrer de Ferran. Els Llibre també eren els propietaris de la Maison Dorée al costat mateix, al núm. 22, que havia guanyat aquest concurs el 1903. | Desaparegut                       |  |  |  |  |  |  |
| 1912          | 1r Premi            | Enric Sagnier                                                             | Pl. Catalunya, 21                                         | Aquest establiment era una sucursal del que Pere Llibre tenia al carrer de Ferran. Els Llibre també eren els propietaris de la Maison Dorée al costat mateix, al núm. 22, que havia guanyat aquest concurs el 1903. | Desaparegut                       |  |  |  |  |  |  |
| 1912          | Menció              | ?                                                                         | Orfebreria Heydrich i Cia.                                | | Desaparegut                       |  |  |  |  |  |  |
| 1912          | Menció              | ?                                                                         | Ferran, 35                                                | | Desaparegut                       |  |  |  |  |  |  |
|               |                     |                                                                           |                                                           | |                                   |  |  |  |  |  |  |
| 1913          | 1r Premi            | Enric Sagnier                                                             | Sastreria i camiseria Comas i Cia                         | El propietari Pere Comas va traslladar el negoci des del carrer de Ferran, 6 (vegeu Casa Òdena), on va estar entre 1899-1913, a les Cases Pascual i Pons, a la cantonada de Passeig de Gràcia i Ronda de Sant Pere. Sagnier, que també havia realitzat la decoració del local del costat -la Granja Catalana- propietat de la família Pons, va optar per una decoració estil imperi amb fustes nobles, i va haver de modificar els buits de la torre circular per convertir les finestres en aparadors i la porta principal. Van col·laborar els artesans Ballarin amb la serralleria, Buxeres i Codorniu els vitralls, Puigdengolas amb la fusteria. | Desaparegut                       |  |  |  |  |  |  |
| 1913          | 1r Premi            | Enric Sagnier                                                             | Pg. Gràcia, 2                                             | El propietari Pere Comas va traslladar el negoci des del carrer de Ferran, 6 (vegeu Casa Òdena), on va estar entre 1899-1913, a les Cases Pascual i Pons, a la cantonada de Passeig de Gràcia i Ronda de Sant Pere. Sagnier, que també havia realitzat la decoració del local del costat -la Granja Catalana- propietat de la família Pons, va optar per una decoració estil imperi amb fustes nobles, i va haver de modificar els buits de la torre circular per convertir les finestres en aparadors i la porta principal. Van col·laborar els artesans Ballarin amb la serralleria, Buxeres i Codorniu els vitralls, Puigdengolas amb la fusteria. | Desaparegut                       |  |  |  |  |  |  |
|               |                     |                                                                           |                                                           | |                                   |  |  |  |  |  |  |
| 1914          | 1r Premi            | Desert                                                                    | Desert                                                    | Desert | Desert                            |  |  |  |  |  |  |
| 1914          | Menció honorífica   | Josep Puig i Cadafalch                                                    | Orfebreria Miele i Cia                                    | La casa Miele, que venia objectes fabricats amb un metall que se'n deia precisament "plata Miele" –un invent alemany de gran èxit internacional–, que imitava les qualitats de la plata autèntica i encara les millorava des del punt de vista de l'ús domèstic. Amb motiu d'instal·lar-se aquella botiga luxosa i popular, l'arquitecte Puig i Cadafalch feu una reforma total de la casa. Actualment l'edifici ha estat molt transformat, però es nota la seva mà en alguns elements que han perdurat: fragments de les reixes de la planta baixa, ornamentació dels balcons i reordenament de finestres. | Desaparegut                       |  |  |  |  |  |  |
| 1914          | Menció honorífica   | Josep Puig i Cadafalch                                                    | Ferran, 2 / Rambla, 60                                    | La casa Miele, que venia objectes fabricats amb un metall que se'n deia precisament "plata Miele" –un invent alemany de gran èxit internacional–, que imitava les qualitats de la plata autèntica i encara les millorava des del punt de vista de l'ús domèstic. Amb motiu d'instal·lar-se aquella botiga luxosa i popular, l'arquitecte Puig i Cadafalch feu una reforma total de la casa. Actualment l'edifici ha estat molt transformat, però es nota la seva mà en alguns elements que han perdurat: fragments de les reixes de la planta baixa, ornamentació dels balcons i reordenament de finestres. | Desaparegut                       |  |  |  |  |  |  |
|               |                     |                                                                           |                                                           | |                                   |  |  |  |  |  |  |
| 1915          | 1r Premi            | Eduard Ferrés i Puig, Ignasi Mas i Morell i Lluís Homs.                   | Magatzems Damians                                         | Posteriorment es varen anomenar magatzems El Siglo. Els espais interiors destacaven per l'amplitud i poques columnes. Els patis de llums i escales de distribució recordaven als dels magatzems centreeuropeus. | Transformat                       |  |  |  |  |  |  |
| 1915          | 1r Premi            | Eduard Ferrés i Puig, Ignasi Mas i Morell i Lluís Homs.                   | Pelai, 54                                                 | Posteriorment es varen anomenar magatzems El Siglo. Els espais interiors destacaven per l'amplitud i poques columnes. Els patis de llums i escales de distribució recordaven als dels magatzems centreeuropeus. | Transformat                       |  |  |  |  |  |  |
| 1915          | Menció honorífica   | Ramon Puig i Gairalt                                                      | Farmàcia i drogueria de Vicenç Ferrer i Cía               | L'edifici de nova construcció també va ser guanyador en el seu apartat | Desaparegut                       |  |  |  |  |  |  |
| 1915          | Menció honorífica   | Ramon Puig i Gairalt                                                      | Pl. Catalunya / Rda. Sant Pere, 2                         | L'edifici de nova construcció també va ser guanyador en el seu apartat | Desaparegut                       |  |  |  |  |  |  |
|               |                     |                                                                           |                                                           | |                                   |  |  |  |  |  |  |
| 1916          | 1r Premi            | Lluís Masriera i Rosés                                                    | Joieria Masriera Germans i Joaquim Carreras               | Després de la fusió el 1915 entre els argenters Masriera (des de 1839) i els Carreras (des de 1766) varen traslladar la seva botiga del carrer de Ferran al Passeig de Gràcia. Als anys 1990, ja integrada amb Bagués, es va tornar a traslladar a la Casa Amatller. El local ha sofert poques transformacions. Hi van col·laborar els artistes Eusebi Arnau i Dionís Renart. | Joieria Masriera Germans          |  |  |  |  |  |  |
| 1916          | 1r Premi            | Lluís Masriera i Rosés                                                    | Pg. Gràcia, 26                                            | Després de la fusió el 1915 entre els argenters Masriera (des de 1839) i els Carreras (des de 1766) varen traslladar la seva botiga del carrer de Ferran al Passeig de Gràcia. Als anys 1990, ja integrada amb Bagués, es va tornar a traslladar a la Casa Amatller. El local ha sofert poques transformacions. Hi van col·laborar els artistes Eusebi Arnau i Dionís Renart. | Joieria Masriera Germans          |  |  |  |  |  |  |
| 1916          | 1r Premi            | Oleguer Junyent                                                           | Instal·lacions i aparells elèctrics de Joan Pich i Pon    | | Desaparegut                       |  |  |  |  |  |  |
| 1916          | 1r Premi            | Oleguer Junyent                                                           | Pl. Catalunya, 9                                          | | Desaparegut                       |  |  |  |  |  |  |
| 1916          | Menció honorífica   |                                                                           | Pavelló Cafè-Restaurant del Parc                          | Encarregat per la Sociedad anónima de Recreos y atracciones. | Desaparegut                       |  |  |  |  |  |  |
| 1916          | Menció honorífica   | Pl. de la Cascada al Parc de la Ciutadella                                |                                                           | Encarregat per la Sociedad anónima de Recreos y atracciones. | Desaparegut                       |  |  |  |  |  |  |
| 1917          | 1r Premi            | Joan Llongueras                                                           | Confiteria Vídua i Fills d'Esteve Riera                   | | Desaparegut                       |  |  |  |  |  |  |
| 1917          | 1r Premi            | Joan Llongueras                                                           | Rambla de Canaletes, 9                                    | | Desaparegut                       |  |  |  |  |  |  |
|               |                     |                                                                           |                                                           | |                                   |  |  |  |  |  |  |
| 1918          | 1r Premi            | ?                                                                         | Restaurant Peña Izquierda Ensanche                        | | ??                                |  |  |  |  |  |  |
| 1918          | 1r Premi            | ?                                                                         | Aribau, 21                                                | | ??                                |  |  |  |  |  |  |
|               | 1r Premi            | Modest Castañé i Lloret                                                   | Prats, Fatjó i Cia                                        | Dolceria (en un principi botiga de mobiliari) de Prats, Fatjó i Cia. | Desaparegut                       |  |  |  |  |  |  |
| Pg. Gràcia, 6 | 1r Premi            | Modest Castañé i Lloret                                                   |                                                           | Dolceria (en un principi botiga de mobiliari) de Prats, Fatjó i Cia. | Desaparegut                       |  |  |  |  |  |  |
|               |                     |                                                                           |                                                           | |                                   |  |  |  |  |  |  |
| 1919          | 1r Premi            | Antoni Utrillo                                                            | Granja Royal                                              | Propietat d'Esteve Sala, va ser inaugurada el 10 d'octubre de 1919. El saló tenia dues zones per a serveis de barra i saló amb taules. Utrillo havia pintat uns plafons amb temes pastorils i galants. | Desaparegut                       |  |  |  |  |  |  |
| 1919          | 1r Premi            | Antoni Utrillo                                                            | Pelai, 58                                                 | Propietat d'Esteve Sala, va ser inaugurada el 10 d'octubre de 1919. El saló tenia dues zones per a serveis de barra i saló amb taules. Utrillo havia pintat uns plafons amb temes pastorils i galants. | Desaparegut                       |  |  |  |  |  |  |
|               |                     |                                                                           |                                                           | |                                   |  |  |  |  |  |  |
| 1920-1924     | No es convocà       | No es convocà                                                             | No es convocà                                             | No es convocà | No es convocà                     |  |  |  |  |  |  |
|               |                     |                                                                           |                                                           | |                                   |  |  |  |  |  |  |
| 1925          | 1r Premi            | M.Andre, J.Martrús                                                        | Joieria Valentí                                           | | ??                                |  |  |  |  |  |  |
| 1925          | 1r Premi            | M.Andre, J.Martrús                                                        | Pg. Gràcia, 16                                            | | ??                                |  |  |  |  |  |  |
|               |                     |                                                                           |                                                           | |                                   |  |  |  |  |  |  |
| 1926          | 1r Premi            | Desert                                                                    | Desert                                                    | Desert | Desert                            |  |  |  |  |  |  |
| 1927          | 1r Premi            | Antoni Utrillo                                                            | Farmàcia Pujol i Cullell                                  | | ??                                |  |  |  |  |  |  |
| 1927          | 1r Premi            | Antoni Utrillo                                                            |                                                           | | ??                                |  |  |  |  |  |  |
|               |                     |                                                                           |                                                           | |                                   |  |  |  |  |  |  |
| 1928          | No es convocà       | No es convocà                                                             | No es convocà                                             | No es convocà | No es convocà                     |  |  |  |  |  |  |
|               |                     |                                                                           |                                                           | |                                   |  |  |  |  |  |  |
| 1929          | 1r Premi            | Antoni Badrinas                                                           | El Dique Flotante                                         | | Desaparegut                       |  |  |  |  |  |  |
| 1929          | 1r Premi            | Antoni Badrinas                                                           | Av. Portal de l'Àngel, 9                                  | | Desaparegut                       |  |  |  |  |  |  |
|               |                     |                                                                           |                                                           | |                                   |  |  |  |  |  |  |
| 1930          | 1r Premi            | Santiago Marco                                                            | Aplicaciones del Gas                                      | Botiga situada a la seu de Catalana de Gas, decorada per Santiago Marco. | Desaparegut                       |  |  |  |  |  |  |
| 1930          | 1r Premi            | Santiago Marco                                                            | Av. Portal de l'Àngel, 20                                 | Botiga situada a la seu de Catalana de Gas, decorada per Santiago Marco. | Desaparegut                       |  |  |  |  |  |  |
|               |                     |                                                                           |                                                           | |                                   |  |  |  |  |  |  |